# Yelicones belokobylskiji
Yelicones belokobylskiji är en stekelart som beskrevs av Quicke, Chishti och Chen 1997. Yelicones belokobylskiji ingår i släktet Yelicones och familjen bracksteklar. Inga underarter finns listade i Catalogue of Life.